# Charles Paccou
Charles Paccou, né le 1er mai 1924 à Merckeghem (Nord) et décédé à Dunkerque (Nord) le 3 mars 2016 est un homme politique français.

## Biographie
Charles Paccou exerçait avant ses mandats politiques, la profession d'agent d'assurances.
Il décède le 3 mai 2016 à Dunkerque-Rosendaël, ses funérailles se tiennent le 8 mars suivant en l'église Saint-Martin d'Arnèke, suivie de l'inhumation au cimetière dudit lieu.

## Détail des fonctions et des mandats
Mandats parlementaires
Pour tous ses mandats, Charles Paccou est affilié au Rassemblement pour la république, (RPR), classé à droite.
- 15 novembre 1983 - 1er avril 1986 : député de la 12e circonscription du Nord,
- 16 mars 1986 - 14 mai 1988 : député du Nord
- 12 juin 1988 - 1er avril 1993 : député de la 14e circonscription du Nord

Mandats locaux
- 24 avril 1955 - 22 mars 1992 : conseiller général du canton de Cassel ;
- 14 mars 1959 - 27 juin 1986 : maire d'Arnèke[3]

## Distinctions
- Chevalier de la Légion d'honneur le 13 novembre 1993[4].